# Piątek (gromada)
Piątek – dawna gromada, czyli najmniejsza jednostka podziału terytorialnego Polskiej Rzeczypospolitej Ludowej w latach 1954–1972.
Gromady, z gromadzkimi radami narodowymi (GRN) jako organami władzy najniższego stopnia na wsi, funkcjonowały od reformy reorganizującej administrację wiejską przeprowadzonej jesienią 1954 do momentu ich zniesienia z dniem 1 stycznia 1973, tym samym wypierając organizację gminną w latach 1954–1972.
Gromadę Piątek siedzibą GRN w Piątku utworzono – jako jedną z 8759 gromad na obszarze Polski – w powiecie łęczyckim w woj. łódzkim, na mocy uchwały nr 32/54 WRN w Łodzi z dnia 4 października 1954. W skład jednostki weszły obszary dotychczasowych gromad Piątek, Krzyszkowice, Krzyszkowice-Pokrzywnica i Łęka-Bielice, ponadto wieś Sułkowice cz. I i parcelacja Sułkowice z dotychczasowej gromady Sułkowice, kolonia Orenice z dotychczasowej gromady Orenice oraz wieś Piekary i parcelacja Piekary z dotychczasowej gromady Piekary-Michałówka ze zniesionej gminy Piątek w tymże powiecie. Dla gromady ustalono 27 członków gromadzkiej rady narodowej.
1 stycznia 1959 do gromady Piątek przyłączono obszar zniesionej gromady Janków w powiecie łęczyckim oraz przysiółek Oreniczki z gromady Oszkowice w powiecie łowickim.
31 grudnia 1959 do gromady Piątek przyłączono kolonię i parcelę Witów, wieś Gatka, kolonię Rudno, wieś Konarzew, kolonię Konarzew-Podgórzyce, kolonię Piaski Stare, wieś Piaski-Leżajna, wieś Sułkowice II, kolonię Niedziałki oraz wieś i parcelę Jasionna ze zniesionej gromady Witów w powiecie łęczyckim, a także kolonie Stefanów Orenicki i Orenice-Oreniczki z gromady Oszkowice w powiecie łowickim (woj. łódzkie).
Gromada przetrwała do końca 1972 roku, czyli do kolejnej reformy gminnej. 1 stycznia 1973 w powiecie łęczyckim reaktywowano gminę Piątek.